# Cheha
Cheha est un woreda du centre-sud de l'Éthiopie situé dans la zone Gurage. Ce district a 115 951 habitants en 2007 et son chef-lieu est Endibir. Il fait partie de la région des nations, nationalités et peuples du Sud jusqu'au transfert de la zone Gurage dans la région Éthiopie du Centre en août 2023.
Endibir, ou Emdibir, se trouve une trentaine de kilomètres au sud-est de Welkite mais l'agglomération de Gubire, ou Gubre, située dans le nord du woreda, n'est qu'à 13 km de Welkite.
Limitrophe de la région Oromia, Cheha est longé à l'ouest par la rivière Gibe et au nord par la rivière Wabe. Il englobe la partie nord-est du parc national de Gibe Sheleko et fait partie du bassin versant de l'Omo.
| Abeshge | Kebena      |            |
| Sekoru  | Cheha       | Ezha Gumer |
|         | Enemor Ener | Geta       |

Le recensement national de 2007 fait état pour ce woreda d'une population de 115 951 habitants dont 8 % de citadins.
La population urbaine comprend 6 488 habitants à Endibir et 2 504 habitants à Gubire.
Environ 43 % des habitants du woreda sont musulmans, 36 % sont orthodoxes, 13 % sont protestants et 8 % sont catholiques.
En 2022, la population est estimée sur le même périmètre à 163 307 personnes avec une densité de population de 285 personnes par km2 et 573 km2 de superficie,.
Une carte récente montre cependant qu'Endibir est devenu un woreda distinct enclavé dans Cheha.